# سیارک ۱۲۱۰
سیارک ۱۲۱۰ (به انگلیسی: 1210 Morosovia، نامگذاری:1931LB) هزار و دویست و دهمین سیارک کشف شده‌است که در ۶ ژوئن ۱۹۳۱ و در رصدخانه سایمیز کشف شد.
قدر مطلق سیارک برابر ۹٫۹۱ است.